# 芙蓉乡
芙蓉乡，是中华人民共和国湖南省郴州市北湖区下辖的一个乡镇级行政单位。

## 行政区划
芙蓉乡下辖以下地区：
芙蓉社区、芙蓉村、长源村、廖家洞村、桃源村、屋场坪村、羊头岭村、安源村和梨树下村。